# Dragon Ball Z : L'Héritage de Goku
Dragon Ball Z : L’Héritage de Goku (Dragon Ball Z: The Legacy of Goku) est un jeu vidéo d’action-RPG édité par Infogrames et développé par Webfoot Technologies sur l'univers de Dragon Ball Z. Le jeu est disponible depuis 2002 sur Game Boy Advance.
C’est le premier volet de la série L’Héritage de Goku.

## Système de jeu
Le joueur incarne Son Goku dans une aventure où il doit récupérer son fils. Jouable avec d’autres amis de Son Goku vers la fin du jeu.